# Борщівський агротехнічний коледж
Борщíвський агротехнíчний фаховий кóледж — заклад фахової передвищої освіти в місті Борщеві.

## Історія
Започаткований з однорічної сільськогосподарської школи, заснованої 1946 року. У 1955 році на її базі створено технікум механізації сільського господарства, який у 1988 році реорганізовано у радгосп-технікум. З 1994 року —  Борщівський агротехнічний коледж а з 2021 року — Борщівський агротехнічний фаховий коледж.

## Спеціальності
Готує:
- молодших фахівців за спеціальностями:
  - 208 "Агроінженерія"
  - 141 Електроенергетика, електротехніка та електромеханіка
  - 075 Маркетинг
  - 192 "Будівництво та цивільна інженерія", "Монтаж, обслуговування устаткування і систем газопостачання"
  - 201 "Агрономія"
- кваліфікованих робітників за спеціальностями:
  - слюсар з ремонту сільськогосподарської техніки, водій автомобіля
  - тракторист, електромонтер, продавець, лаборант-агрохімік, майстер-тютюнник, муляр-штукатур

## Кадровий склад
Навчальний заклад очолювали:
- Ярослав Козій

Підготовку 720 студентів працюють 125 викладачів та 15 майстрів виробничого навчання.